# Zygogeomys trichopus
Zygogeomys trichopus е вид бозайник от семейство Гоферови (Geomyidae). Видът е застрашен от изчезване.

## Разпространение
Разпространен е в Мексико (Мичоакан).